# 華碩The new PadFone Infinity
The New ASUS PadFone Infinity（直譯：新華碩PadFone無限）是臺灣電腦公司華碩電腦於2013年9月18日所推出的高階智慧型手機產品，是此系列PadFone Inifinity的小幅改款之作，針對CPU升級以及使用者介面做了些許的改變。此機也因為華碩與GARMIN導航結束合作關係，並無內建GARMIN應用程式。

## 技術規格
下為華碩New Pad Inifinity之軟體及硬體規格
- 作業系統：Android 4.2.2 Jelly Bean（可升Android 4.4.2 KitKat / Android 5.02 Lollipop）
- 顏色：銀河白、隕石灰
- 手機：143.5 mm（5.64"）×72.8 mm（2.87"）×8.9 mm（0.35"）
- 重量：145克（5.11盎司）
- 電池: 2400mAh 鋰離子電池（不可更換）
- 螢幕：Super IPS電容式觸控螢幕、5吋（127mm）、解析度1920×1080 pixel
- 相機：2百萬畫素前鏡頭、1千3百萬畫素後鏡頭、自動對焦
- CPU：使用Qualcomm Snapdragon 800 2.2GHz處理器
- GPU：Adreno 320
- 儲存空間（ROM）： 16GB/32GB eMMC Flash、可另外擴充記憶卡
- 記憶體（RAM）：2GB LPDDR2 RAM
- 通話時間：最高19小時
- 待機時間：最高410小時
- 網路頻率-3GWCDMA：900/2100MHz
- 網路頻率-4GLTE：800/1800/2100/2600MHz
- 聲音輸出：通話用喇叭、擴音喇叭、3.5 mm立體聲耳機插孔
- 聲音輸入：底部麥克風
- 支援音訊格式：MP3/3GP/AAC/AAC+
- 支援播放影像格式：MPEG4至1080p/H.264/H.264 @HD1080p/3GP/Ogg規格
- 支援攝錄影像格式：MPEG4至1080p@30fps / 720p@60fps規格
- 資料輸出：MyDP port、相容micro-USB接頭、符合USB2.0規格
- SIM卡規格：nano SIM
- 影像輸出： DLNA協定，MHL
- 物理感應器：重力感應器（G-Sensor）、數位羅盤、趨近感應器及環境光線感應器
- 定位裝置：GLONASS、AGPS
- 無線通訊技術：藍芽 V4.0,NFC、802.11a/b/g/n/ac

## 特色[2]

### 硬體
- PadFone Station：PadFone之專屬外接螢幕配備，接上外接螢幕（10.1吋 TFT-LCD；解析度1920x1200）可成為平板電腦。而外接裝置皆有配置電池，因此接上後之續航力可增加。

### 預裝的應用程式
- 內建：

1. Super Note：自行開發的之製圖軟體，提供影像編輯、繪製等功能。
2. Watch Calender：自行開發的行事曆軟體，採圖形化介面。
3. asus@vibe：提供華碩自營應用程式的下載。
4. MyCloud：雲端儲存空間，可以免費使用有8GB額度，儲存在華碩公司所提供的網路伺服器內。(現為ASUS WebStorage)
5. Pixel Master：於相機中内建的功能，運用將四個畫素合併為一個畫素的軟體運算法，將畫面調亮。
6. ZenUI：ASUS新介面

- 與第三方合作植入的應用程式：

1. Polaris Office，可開啟及編輯Microsoft Office之軟體。

### 升級Android 4.4後問題
1. 2014年9月26日，華碩電腦釋出V11.2.5.12更新檔，但是許多人更新後不斷的系統當機並重開機。華碩電腦釋出V11.2.5.20更新檔才解決，但是發生安裝APP時發生"儲存空間不足"錯誤訊息，目前尚未解決
2. NFC支付感應功能被拿掉，但是華碩電腦拒絕回復，表示此功能不完善。

### 升級Android 5.0的事件
1. 2015年5月21日，華碩公告宣布取消 ASUS The New Padfone Infinity A86 的 Android 5.0 Lollipop 升級計畫，並將原因歸咎於 Qualcomm Snapdragon 800(MSM8974) 處理器不支援 Android 5.0 平台，而華碩原廠表示，除了華碩使用的 MSM8974 ，其餘的 Qualcomm Snapdragon 800 處理器(MSM8974AA MSM8974AB MSM8974AC)才支援 Android 5.0 升級，ASUS也向手機王等網站出示高通原廠的官方文件，確實MSM8974不在Android L升級支援名單，但對於SONY和LG卻有相同處理器機種成功升級Android L，華碩並未多做回應。
2. 經由手機王和高通確認，高通原廠表示：所有 Qualcomm Snapdragon 800 處理器均可升級。依據華碩原廠轉述高通表示：MSM8974 確實無法依循高通常規的套裝方案進行 Android 5.0 版本升級，但若廠商取得通用的韌體資源，亦可自行開發 Android 5.0 更新。但由於這樣的做法並非高通原始設計，開發過程相對複雜、遭遇到的問題可能也會比較多，後續風險也需由廠商承擔。 但以上的說法僅為華碩官方之轉述說法，非高通官方正式說法，對於SONY、三星和LG卻有相同處理器機種成功升級Android L的說法仍舊無法解釋。
3. 2015年5月26日，華碩再次公告說明ASUS The New Padfone Infinity A86 的 Android 5.0 Lollipop 升級計畫經跟高通原廠協商後，預計於2015年第三季升級，華碩也表示高通將會協助華碩取得通用的韌體資源以開發Android L版本。
4. 2015年9月15日，華碩正式開放更新Android L(12.4.0.59)，並修補Stagefright漏洞該版本取消CHT(中華電信版)和TW(台灣通用版)的差別。
5. 2015年10月19日，華碩釋出版本V12.4.0.66。
6. 2015年11月24日，華碩釋出版本V12.4.0.72，修補其他漏洞。